# Tipus d'interès de referència
Un tipus d'interès de referència o taxa de referència és qualsevol tipus d'interès que dues parts contractants acorden entre si per determinar els pagaments que es derivaran d'un instrument financer.
Una taxa de referència ha de ser fixat per un organisme independent, de manera que cap de les dues parts contractants pugui influenciar-la. Les parts contractants poden pactar-ne qualsevol, com ara l'índex de preus al consum, un tipus de canvi euríbor, líbor.
L'ús més comú en els mercats financers pren com a referència tipus d'interès a curt termini, com el líbor, en bons a tipus variable, préstecs, swaps de tipus d'interès, futurs de tipus d'interès, etc. En aquest cas el tipus d'interès és calculat per la British Bankers Association (BBA) i és una mitjana de les tipus cotitzats en un panell de bancs. Un altre exemple són els constant maturity swaps, on el tipus d'interès és calculat diàriament d'un panell de bancs per la International Swaps and Derivatives Association. Altrament en els derivats de crèdit els pagament no estan determinats pel tipus d'interès de referència, sinó per un possible esdeveniment de referència -el credit event-.

## Tipus d'interès de referència destacats
Zona euro
A la zona euro vigeix l'euríbor des de l'1 de gener del 1999. Va reemplaçar els obsolets tipus nacionals, míbor (Madrid), fíbor (Frankfurt), píbor (París) aíbor (Amsterdam).
Altres països
- líbor - Londres
- SIBOR - Singapore
- TIBOR - Tokyo
- WIBOR - Warsaw
- KIBOR - Karachi